# Status Grand Prix
Status Grand Prix é uma equipe canadense de automobilismo.

## História
Com sede em Silverstone, a equipe foi formada em 2005 para operar a equipe A1 Team Irlanda no novo campeonato A1 Grand Prix.
Em 2010, a Status Grand Prix começou a competir na recém-criada GP3 Series terminando em segundo lugar no campeonato de equipes. Gary Anderson liderou o lado técnico da equipe. No final da temporada de 2015, a Status retirou-se do campeonato.
Em 2014, a Status Grand Prix adquiriu a equipe do malaio Tony Fernandes, a EQ8 Caterham Racing, para disputar a temporada de 2015, com a temporada de 2014 sendo a última da equipe sob o nome Caterham.
A Status competiu na GP2 Series pela primeira vez oficialmente na temporada de 2015, com Marlon Stöckinger e Richie Stanaway como seus pilotos, com Oliver Rowland substituindo Stanaway nas duas últimas rodadas. Stanaway deu à equipe vitórias nas corridas curtas em Mônaco e Sóchi.
A Status Grand Prix deixou de competir na categoria antes da temporada de 2016 começar devido à falta de financiamento e patrocínio.